# Brunt-Eisfälle
Die Brunt-Eisfälle sind eine Reihe von Gletscherbrüchen an der Caird-Küste des ostantarktischen Coatslands. Sie erstrecken sich über eine Länge von 80 km beim Übergang des antarktischen Kontinentaleises in das Brunt-Schelfeis.
Entdeckt wurden die Eisfälle am 5. November 1967 bei einem Überflug mit einer LC-130 Hercules der Flugstaffel VXE-6 der United States Navy. Der United States Geological Survey kartierte sie anhand der dabei entstandenen Luftaufnahmen. Das Advisory Committee on Antarctic Names benannte sie 1970 in Anlehnung an die Benennung des gleichnamigen Schelfeises. Mittelbarer Namensgeber ist der walisische Meteorologe David Brunt (1886–1965).